# Маківська сільська рада (Рокитнянський район)
| Маківська сільська рада — колишній орган місцевого самоврядування у Рокитнянському районі Київської області з адміністративним центром у с. Маківка. Історична дата утворення: в 1968 році. Сільській раді підпорядковані населені пункти: - с. Маківка - с. Нова Маківка |

## Склад ради
Рада складалася з 12 депутатів та голови.

### Керівний склад ради
| ПІБ                      | Основні відомості                                            | Дата обрання | Дата звільнення |
| ------------------------ | ------------------------------------------------------------ | ------------ | --------------- |
| Сьомка Микола Михайлович | Сільський голова, 1951 року народження, освіта, безпартійний | 26.03.2006   | 31.10.2010      |

Примітка: таблиця складена за даними джерела